# Schule auf der Veddel
Die Schule auf der Veddel ist eine Stadtteilschule im Hamburger Stadtteil Veddel. In diesem durch Elbe, Kanäle und Hafenanlagen recht isoliert liegenden Stadtteil ist sie die einzige Schule. Die Schule auf der Veddel hat eine eigene Grundschulstufe und eine Sekundarstufe I und kann somit von der Vorschule bis zur 10. Klasse besucht werden. Die Schule wurde 1932 gegründet, der Entwurf für das heute denkmalgeschützte Schulgebäude stammt von Fritz Schumacher. Seit der Gründung hieß die Schule nach ihrer Adresse Schule Slomanstieg, entsprechend der Schulform erst Volksschule Slomanstieg, dann Grund-, Haupt- und Realschule Slomanstieg. Ab 2010 wurde die Schule im Rahmen der Hamburger Schulreform zur Stadtteilschule umgewandelt und nach ihrem Stadtteil neu benannt.

## Geschichte
Die Planung für die Schule Slomanstieg begann 1912, der Bau nach Plänen von Fritz Schumacher wurde jedoch erst 1929 begonnen. 1932 wurde die Schule eingeweiht, 1932 gilt entsprechend als Gründungsjahr. Die ersten Schüler und Schülerinnen kamen von der Schule am Sieldeich bzw. der Schule Slomanstraße 58; beide Gebäude existieren nicht mehr. Die neugebaute Schule hatte eine große Aula (auch als Kino nutzbar), verschiedene Sportstätten, eine öffentliche Bücherhalle und eine Zahnklinik. Damit sollte die Slomanstieg-Schule auch ein Kulturzentrum für die Arbeitersiedlung auf der Veddel werden.
Zu Beginn des Schuljahres 1935/36 wurde Hinrich von der Lieth (1900–1951) zum Schulleiter der Schule Slomanstieg berufen. Er war seit 1930 NSDAP-Mitglied und mithin „alter Kämpfer“ sowie Vorsitzender des Hamburger Nationalsozialistischen Lehrerbundes (NSLB). Mitte November 1935 fand in der Schule eine Werbeaktion für die Hitlerjugend (HJ) statt. Dabei wurde verlautbart, dass zu dieser Zeit bereits 90 % der Schüler der Schule Slomanstieg HJ-Mitglieder seien, doppelt so viele wie an anderen Hamburger Schulen. Erst ab Dezember 1936 wurde die HJ-Mitgliedschaft zur Pflicht. 1939 wurde für die getrennten Schulen für Jungen und Mädchen ein gemeinsamer Oberbau eingerichtet; an der Schule konnte man nun die Mittlere Reife erwerben.
Nach dem Krieg war die Schule Slomanstieg eine Grund-, Haupt- und Realschule. 1956 wurden die Koedukation eingeführt und Jungen- und Mädchenschule vereinigt. Das Kino in der Schule (Lichtburg Veddel) hatte 550 Plätze und nutzte als „Ausweichtheater“ die Aula. Das Kino war ab 1958 mit Cinemascope ausgestattet, und bestand bis Anfang der 1960er Jahre. 2003 produzierte der NDR eine Dokumentation über den Alltag an der Schule, um die es Kontroversen gab. Laut Joachim Schroeder zeichnete der Film das „Bild unvereinbarer Gegensätze zwischen muslimischen Einwanderern und hilflosen Deutschen“, dabei tauge die Schule nicht als Beispiel einer „heruntergekommenen Ghetto-Schule“, sondern sei im Gegenteil das kulturelle Zentrum des Viertels.
Mit der Hamburger Schulreform wurde die Grund-, Haupt- und Realschule Slomanstieg 2010 zur reinen Grundschule Slomanstieg umgewandelt. 2012 wurde die Schule als Stadtteilschule mit angegliederter Grundschule unter Weiternutzung ihrer Schulgebäude neu errichtet. Zwischen 2012 und 2014 wurde die Schule Slomanstieg in Schule auf der Veddel umbenannt.
Im Zuge der COVID-19-Pandemie wurden im November 2020 insgesamt 550 Schüler und Beschäftigte der Schule getestet. Dabei wurden 94 Infektionen festgestellt, davon 32 bei Lehrkräften. Bei 74 getesteten Lehrkräften entsprach das einer Positiv-Quote von 43 %. Die Schule auf der Veddel wurde daraufhin geschlossen, Unterricht nur noch in Distanz durchgeführt.
Ab 2017 wurde die Umbenennung der Straße Slomanstieg diskutiert, welche die Schulanschrift bildet. Namensgeber der Straße ist Robert M. Sloman (1812–1900), der die Sloman-Siedlung anlegen ließ. Die Umbenennung wurde von einer Schülergruppe der Schule auf der Veddel gefordert, da Sloman in der Zeit des deutschen Kolonialismus für den Tod zahlreicher Menschen verantwortlich gewesen sei.

## Lage und Architektur
Das Schulgelände liegt zwischen Wilhelmsburger Straße im Westen und Slomanstraße im Osten. Nördlich schließen der Slomanstieg und ein kleiner Platz an, der den Blick auf die Fassade des Nordflügels öffnet. Nach Süden umfassen die beiden Flügel des Baukörpers den Schulhof, an den sich ein Sportfeld anschließt. Das Schulgelände ist gut 5.000 m² groß, unter Einschluss der Sportanlage sind es ungefähr 16.000 m².
Das Gebäude besteht aus drei zusammenhängenden kubischen Gebäudekörpern mit Flachdach. Die schlicht und flächig ausgeführten Fassaden sind mit dunklem Klinker und hell abgesetzten Fensterbändern versehen. Das fünfgeschossige Hauptgebäude ist nach Norden orientiert, der dreigeschossige Ostflügel nimmt im Erdgeschoss eine Schüler- und Stadtteilbibliothek auf, die Mensa findet sich im Untergeschoss. Der Ostflügel mit der Bücherei endet in einer nach drei Seiten offenen Loggia, die zweigeschossig überbaut ist. Turnhalle, Aula und Gymnastiksaal sind in den Westflügel des Gebäudes integriert und nur an den Fensterfronten zu erkennen, so wie es bei den meisten Schulbauten Schumachers gelöst wurde.

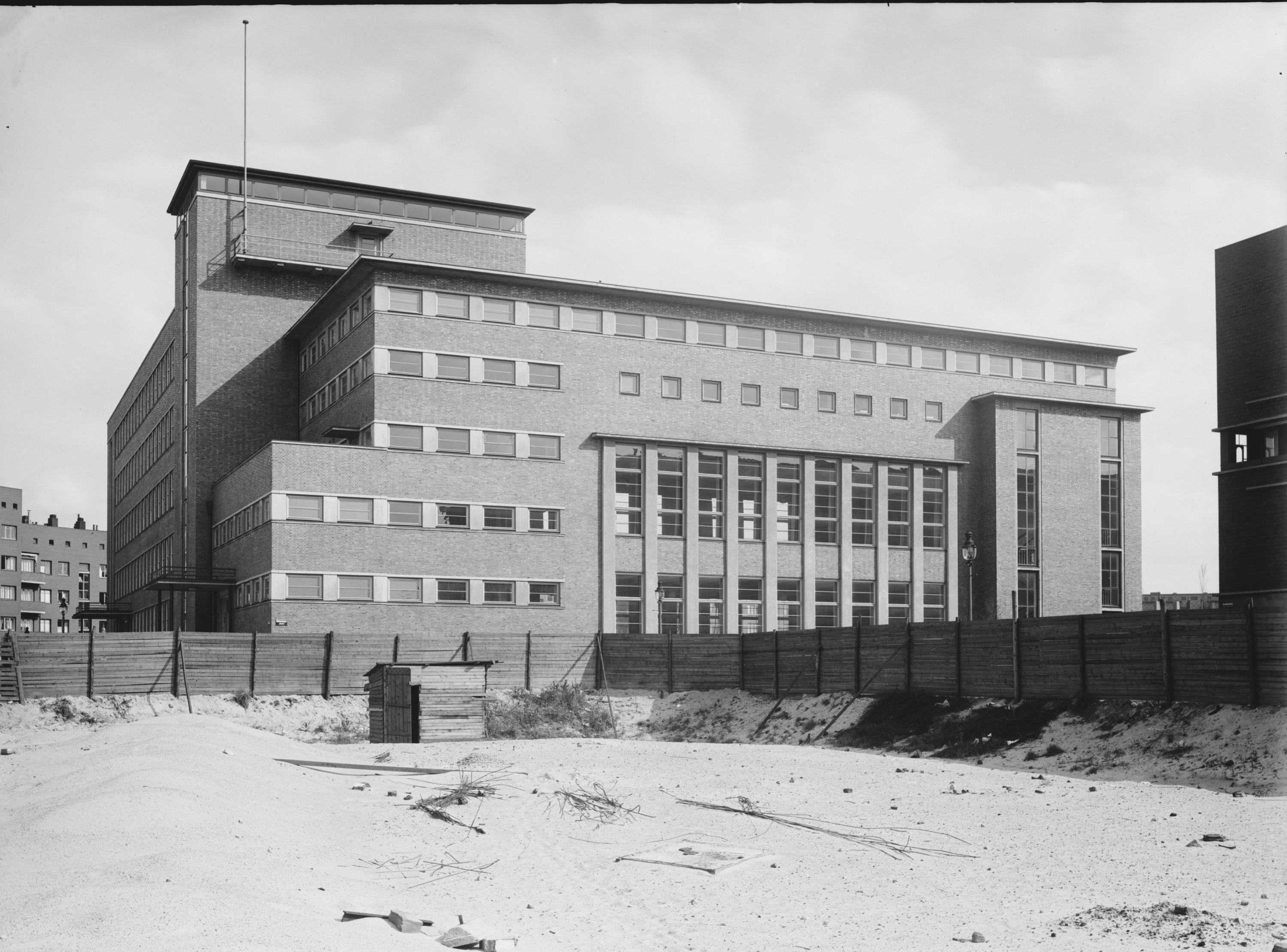
Straßenseite, 1932
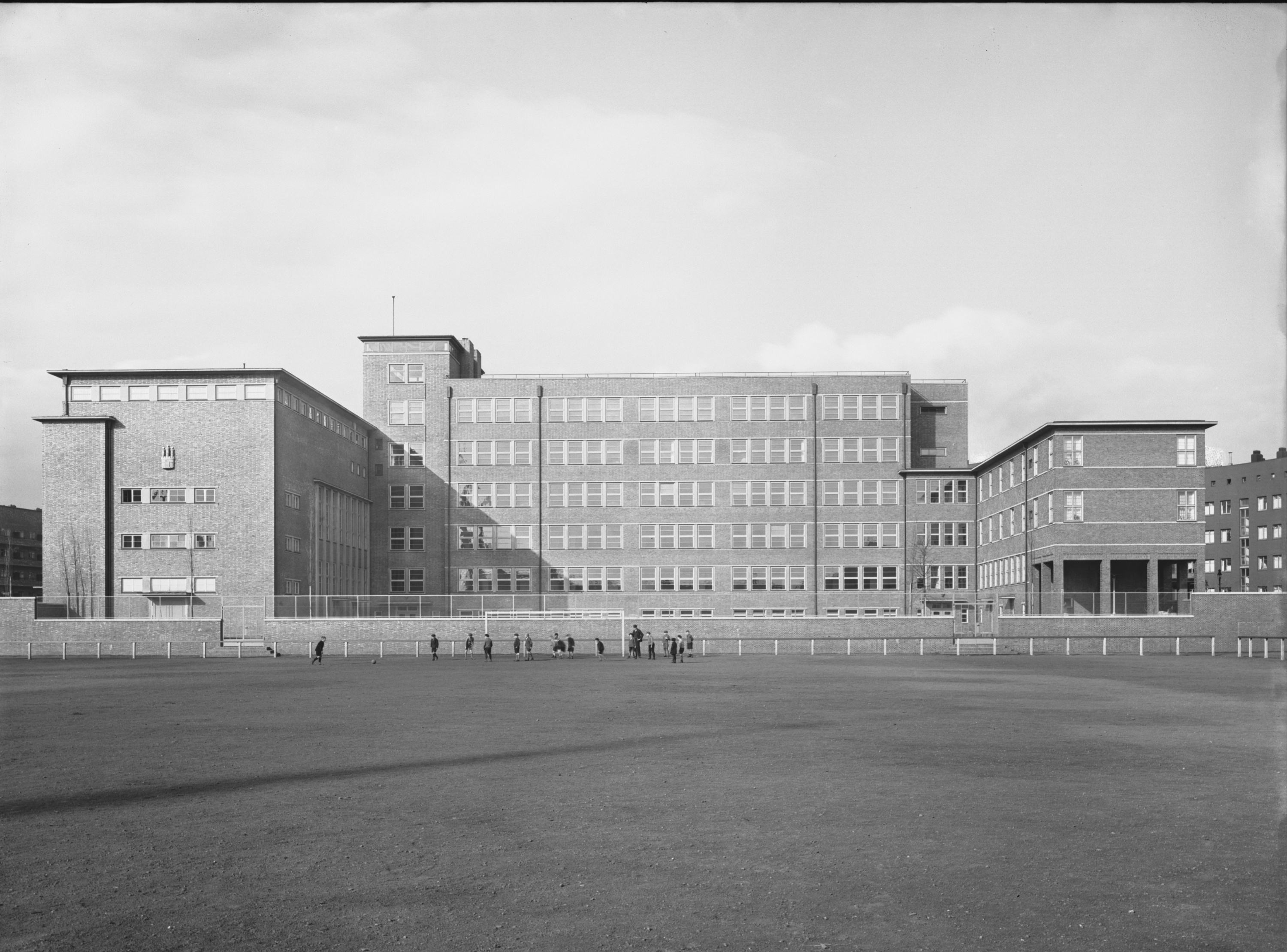
Hofseite, 1932
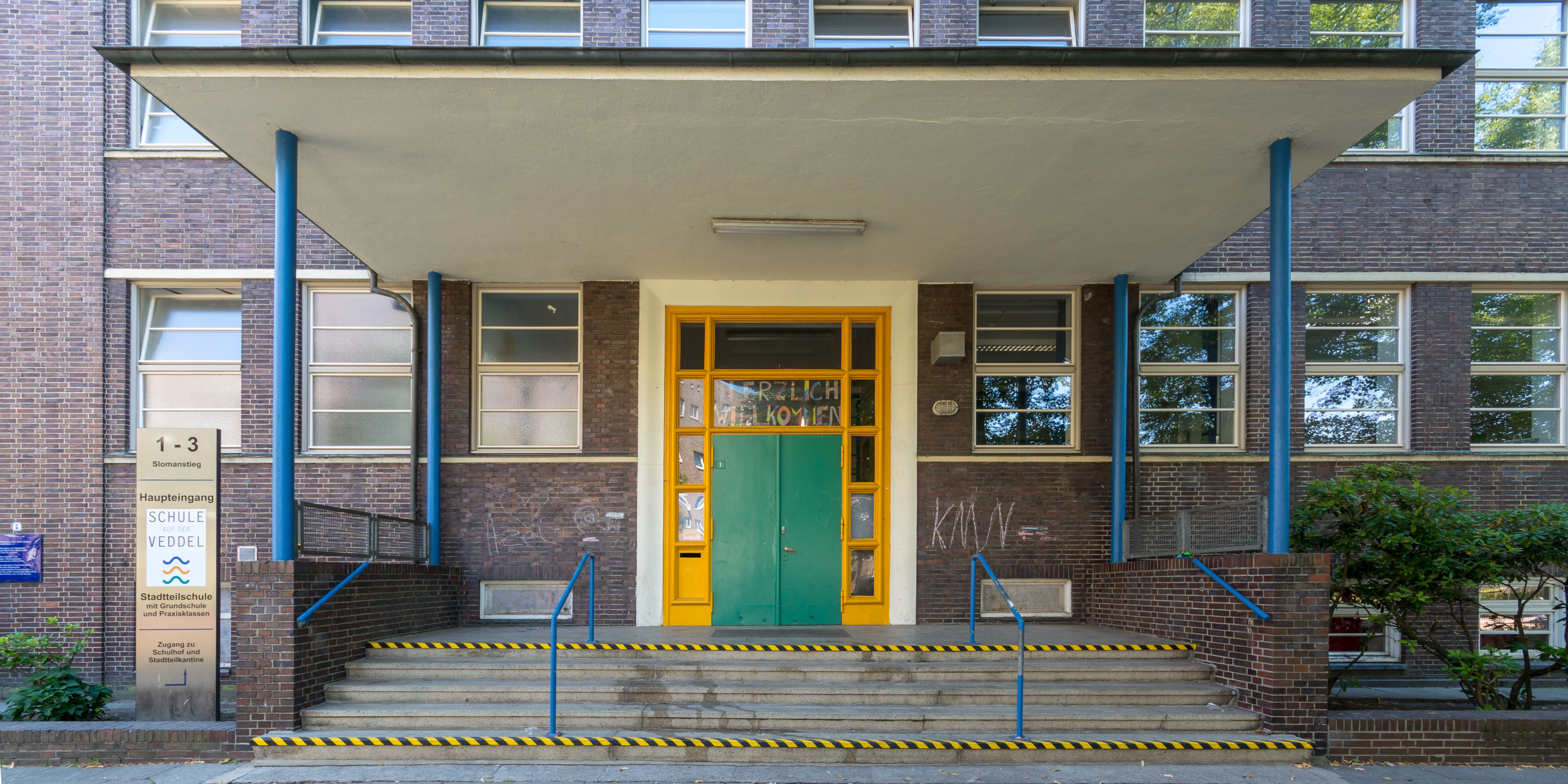
Eingang, 2018

Das Schulgebäude ist ein typisches Beispiel für das Hamburger Volksschul-Bauprogramm der späten 1920er Jahre. Mit 38 Klassenräumen war die Schule das größte Hamburger Volksschul-Bauprojekt vor dem Zweiten Weltkrieg. Die Schulgebäude am Slomanstieg 1 und 3, an der Slomanstraße 10 und 12, an der Wilhelmsburger Straße 15 stehen samt ihrer Ausstattung und Einfriedung unter Denkmalschutz. Zur geschützten Ausstattung zählt ausdrücklich ein Wandgemälde von Otto Thämer in der Gymnastikhalle. In der Schule gab es weitere Werke, die im Rahmen des Programms Wandbilder in Hamburger Staatsbauten entstanden, darunter Wandbilder von Paul Kayser und Eduard Hopf in den Fluren und von Eduard Kasper und Arnold Fiedler in den Lehrerzimmern. In der Loggia bei der Bibliothek befand sich eine große, achteckige Bank aus Granit, auf der mittig eine Stele mit einer Messingmöwe von Ludwig Kunstmann befestigt war.

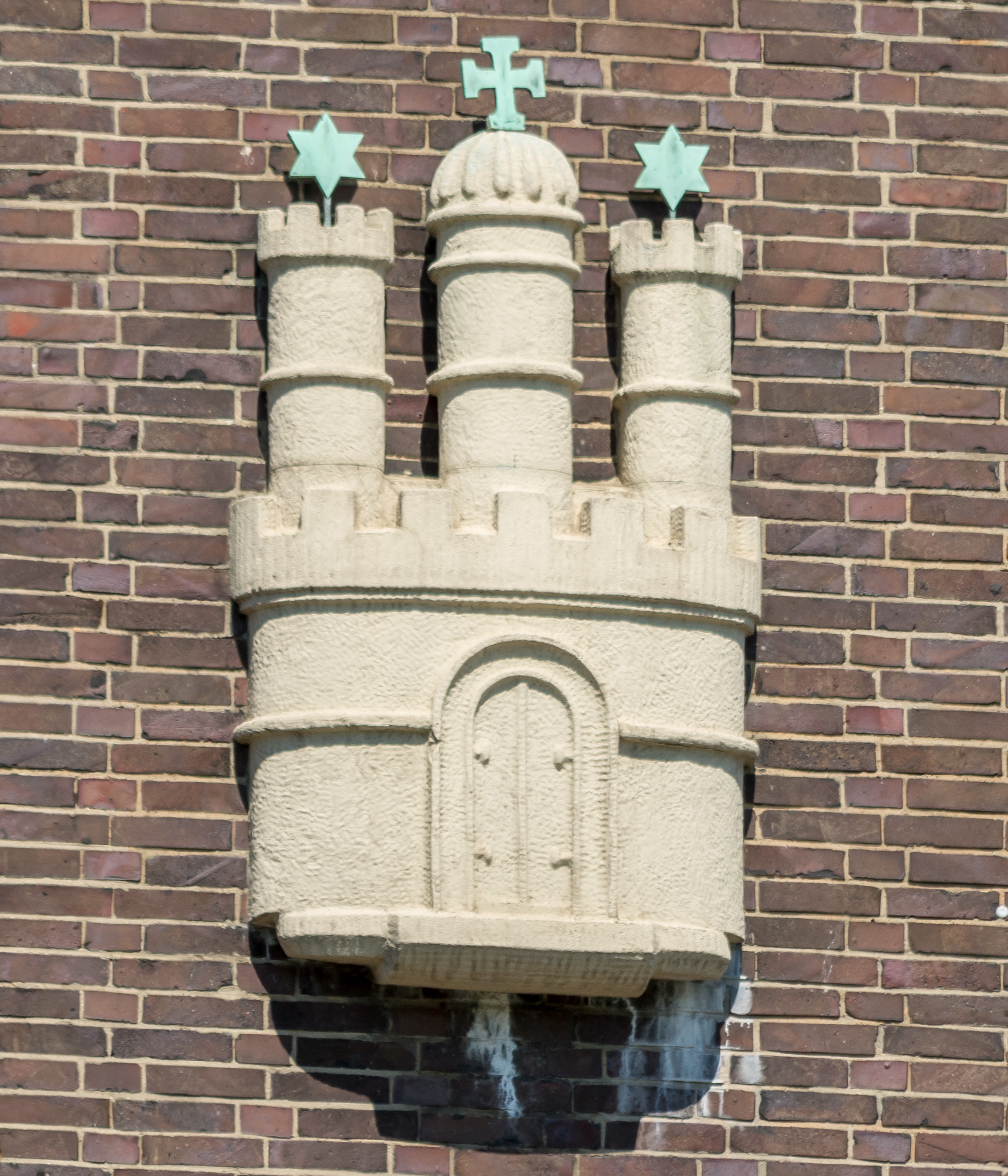
Bauschmuck: Hamburger Wappen
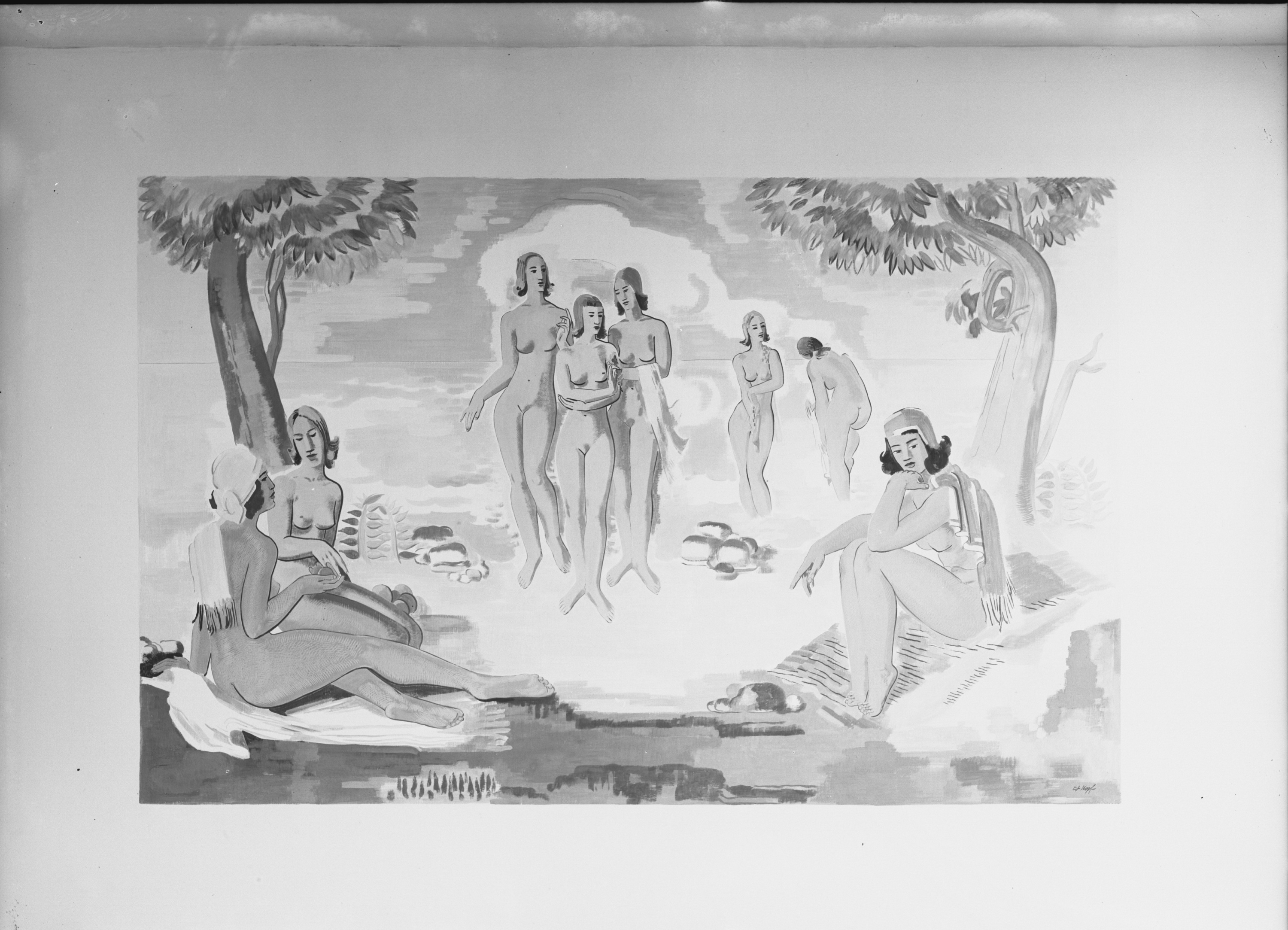
Wandbild von Eduard Hopf: „Akte im Freien“ (nicht erhalten)
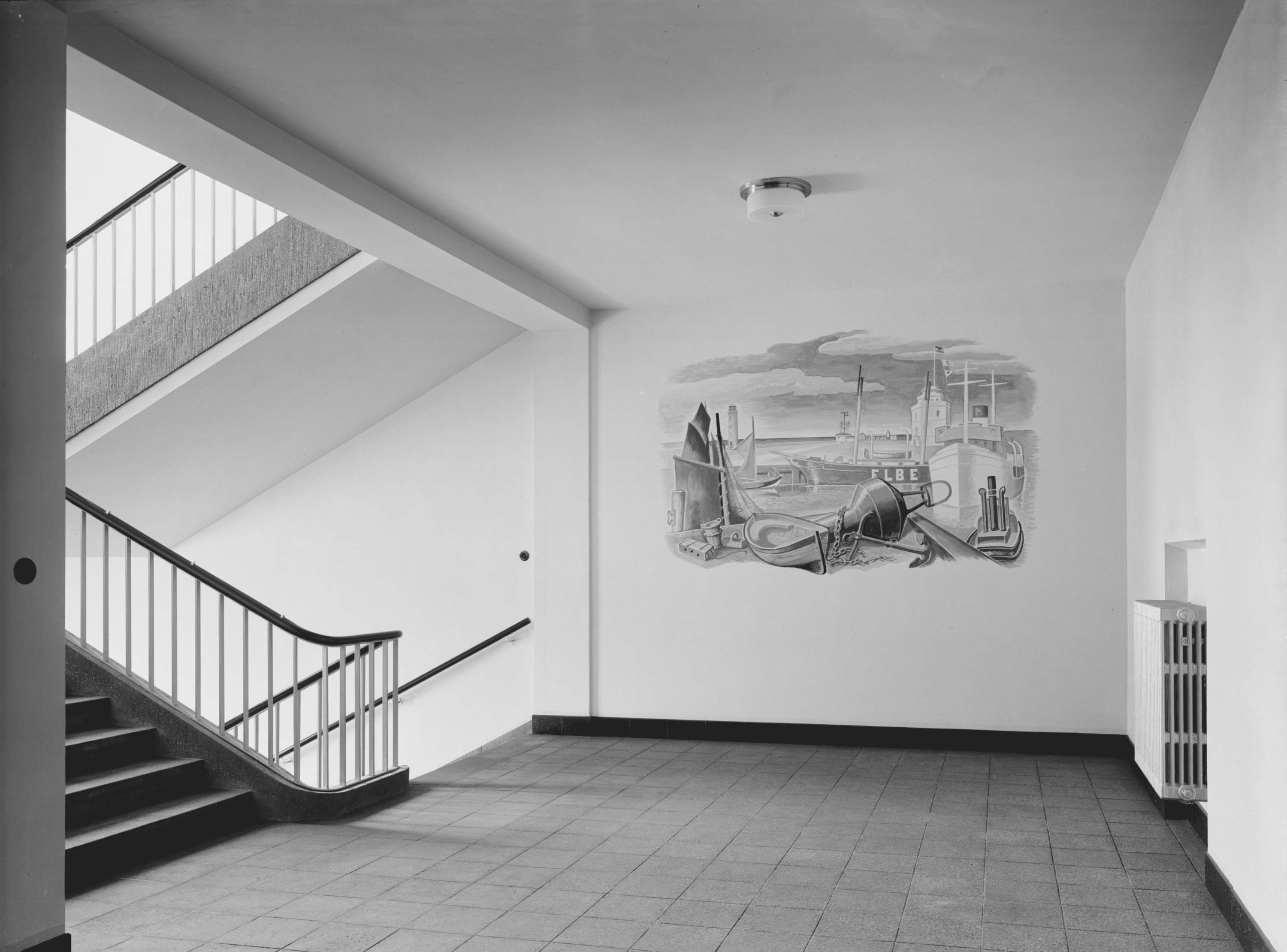
Wandbild von Paul Kayser: „Elbe bei Cuxhaven“
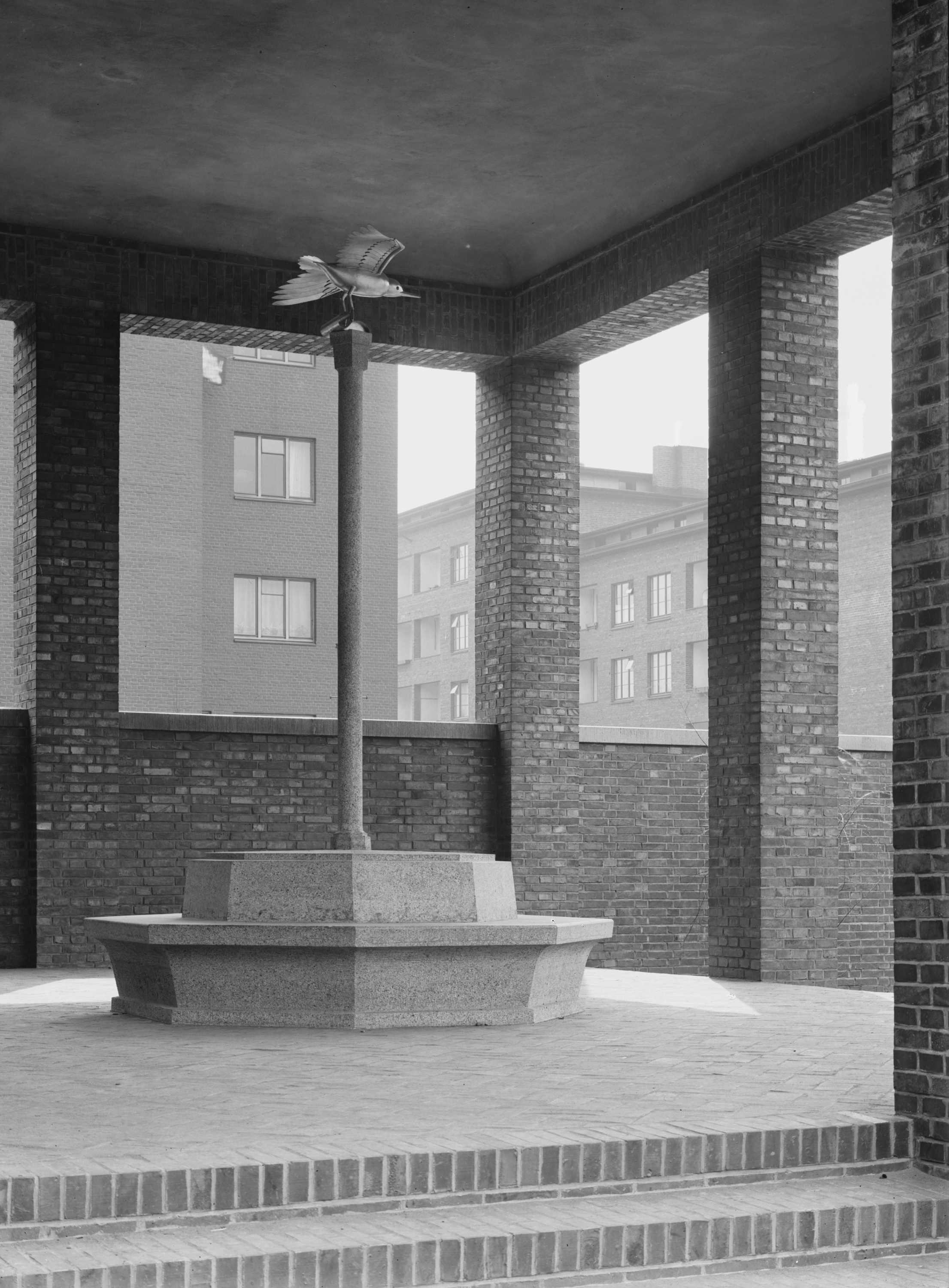
Granitbank mit Möwe von Ludwig Kunstmann
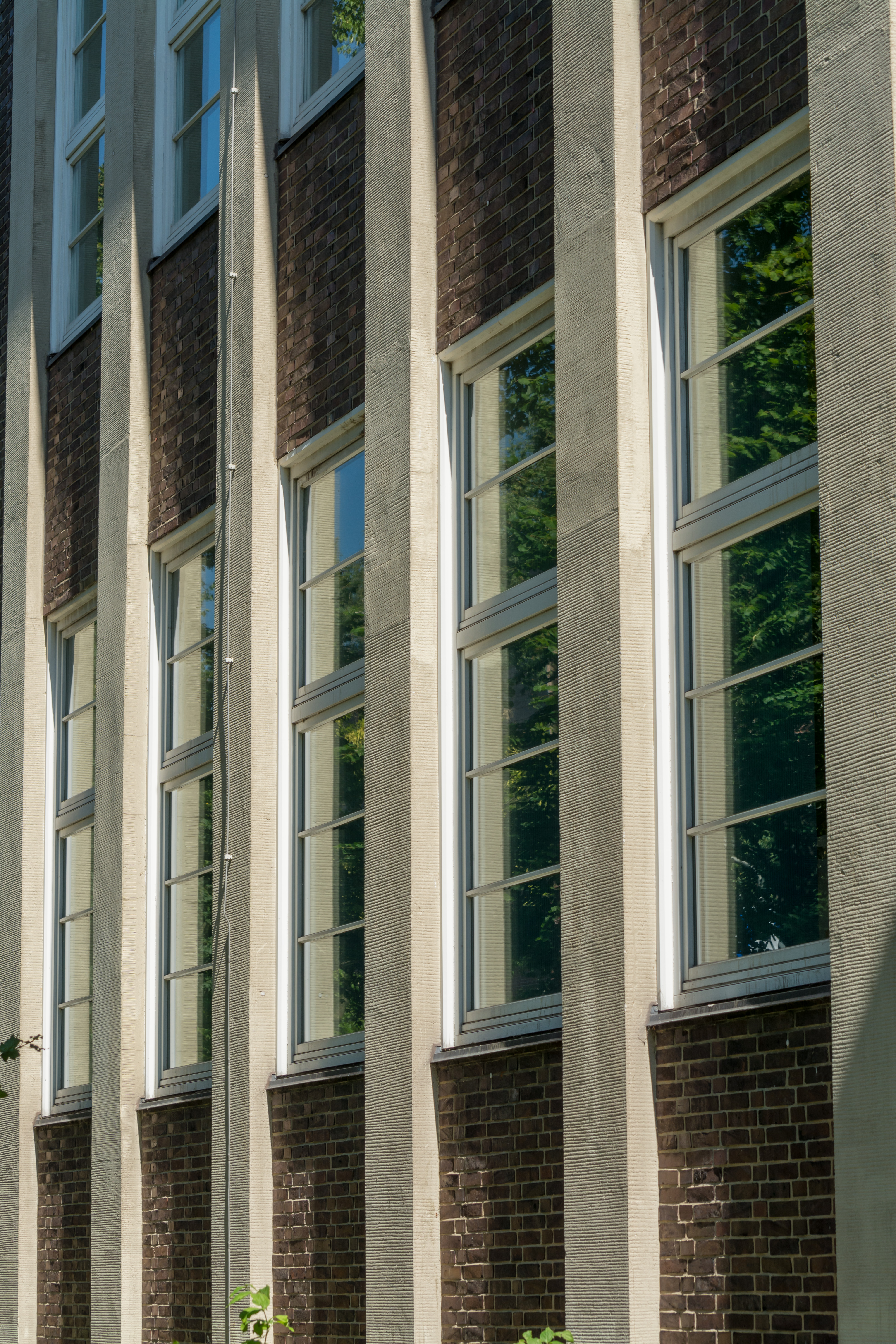
Fassadendetails

## Schulprofil
Die Schule auf der Veddel ist eine teilgebundene Ganztagsschule. An der Schule wird von Klasse 1 bis Klasse 10 (Sekundarstufe I) unterrichtet, entsprechend handelt es sich um eine Stadtteilschule der Langform ohne eigene Oberstufe. 2020 wurden die Klassenstufen 1 bis 4 drei- bis vierzügig geführt, ab der Klasse 5 nur noch zweizügig. Laut Planung der Hamburger Schulbehörde soll die Schule bis 2030 im Grundschulbereich nur noch 2,5-zügig geführt werden, im Stadtteilschulbereich ab Klasse 5 weiterhin zweizügig.
Der Einzugsbereich der Schule ist im Vergleich zu anderen Stadtteilschulen Hamburgs relativ klein. Die Hälfte der Schüler der Schule kommen aus dem Stadtteil Veddel. Da die Elbinsel Veddel nur auf der Spitze westlich der Bundesautobahn 255 bewohnt ist, wohnen diese Schüler im direkten Umfeld der Schule. Der Großteil der restlichen Schüler kommen aus dem Nordteil von Wilhelmsburg, einige wenige auch aus Rothenburgsort. In den acht Schuljahren von 2000/2001 bis 2007/2008 verließen 130 Schüler die Schule mit Hauptschulabschluss, 93 Schüler (41 %) wurden ohne Schulabschluss entlassen. Bei der Erhebung des Sozialindex für Hamburger Schulen 2011 wurde für die Schule auf der Veddel ein Sozialindex von 1 errechnet. Die Skala reicht von 1 (nachteilige Voraussetzungen der Schülerschaft, höchster Förderbedarf) bis 6 (beste Voraussetzungen, kein Förderbedarf). Im Schuljahr 2016/17 hatten gut 90 % der Schüler an der Schule auf der Veddel einen Migrationshintergrund, fast doppelt so viel wie der Durchschnitt aller Hamburger Stadtteilschulen.
Die Schule hat ein Berufsorientierungskonzept und arbeitet seit 2006 mit der benachbarten Norddeutschen Affinerie (heute Aurubis) zusammen, um Schülerpraktika und Vorbereitung auf die Berufsausbildung in den Schulbetrieb zu integrieren. Die Aurubis AG bezeichnet die Schule auf der Veddel als „Partnerschule“. Aurubis bietet das Modell „AV10-Plus“ an, bei dem Schüler an drei Tagen pro Woche in verschiedenen Berufsbereichen an die Ausbildungsreife herangeführt werden. An den übrigen zwei Wochentagen besuchen sie weiter die Schule. Von 2007 bis 2015 absolvierten 100 Schülerinnen und Schüler der Schule auf der Veddel das Projekt. Die Absolventen, die das Praktikum mit der Prüfung abschlossen, erhielten danach zu 88 % einen Ausbildungsvertrag bei Aurubis Hamburg.